# 李景賢 (萬曆進士)
李景贤（？—？），號三希，陕西汉中府南鄭縣民籍洋县人。

## 生平
正月初一日生。万历三十七年（1609年）己酉科陕西乡试第四十名举人，四十七年（1619年）登己未科三甲五十八名進士，都察院觀政，授河南西华县知县，天啓二年考察。五年改任襄陽府儒學教授，七年升國子監學録，崇祯元年升博士，本年擢刑部主事，崇祯二年二月考察，以素行不谨，冠带闲住。

## 家族
曾祖李伯麟。祖父李琛。父李乔岳。